# Robert Galambos

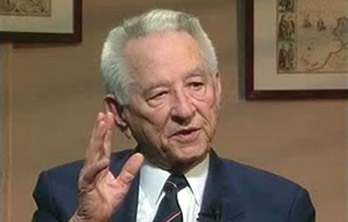
Robert Galambos

Robert Carl Galambos (* 20. April 1914 in Lorain, Ohio; † 18. Juni 2010 in La Jolla, San Diego) war ein US-amerikanischer Zoologe und Neurowissenschaftler. Er war mit Donald R. Griffin Ende der 1930er Jahre ein Pionier der Echoortung und Ultraschall-Navigation von Fledermäusen und der Verarbeitung und Codierung von Hörsignalen im Gehirn.

## Leben und Werk
Galambos studierte Zoologie am Oberlin College mit dem Bachelor-Abschluss 1935 und dem Master-Abschluss 1936 (mit einer These über die Fortbewegung von Regenwürmern) und wurde 1941 an der Harvard University (an der er den Bowdoin Preis erhielt) mit einer Dissertation über Fledermäuse promoviert (The production and reception of supersonic sounds by flying bats). In Harvard war er 1939 bis 1941 Teaching Fellow und 1942/43 Instructor und Junior Investigator in Physiologie an der Harvard Medical School. Im Zweiten Weltkrieg befasste er sich mit Armeeforschung über den Zusammenhang von Stoßwellen und Hörverlust. Er wurde 1946 an der University of Rochester in Medizin promoviert (MD) und leistete seinen Arzt im Praktikum (Internship) 1946 am Emory University Hospital. 1946/47 war er Assistant Professor in Anatomie in Harvard und 1947 bis 1951 am Labor für Psychoakustik in Harvard. 1951 bis 1962 leitete er die Neurophysiologie am Walter Reed Army Institute of Research. Dort erforschte er mit David Hubel, wie Katzen auf unerwartete Lautsignale reagieren. Ab 1962 war er Higgins Professor für Physiologie und Psychologie an der Yale University und ab 1975 Senior Investigator am Children’s Hospital Research Center in San Diego und ab 1981 Professor für Neurowissenschaften an der University of California, San Diego. Dort gründete er mit John S. O’Brien die Abteilung Neurowissenschaften.
Galambos ist besonders für seine Experimente ab 1939/40 mit Donald Griffin über die Ultraschall-Navigation von Fledermäusen bekannt. Sie zeigten einer damals teilweise noch sehr skeptischen wissenschaftlichen Öffentlichkeit, dass diese Ultraschall benutzten, um Hindernisse in Form von dünnen Drähten in abgedunkelten Räumen zu umgehen. Vorgeschlagen hatte dies schon 1920 der Cambridge-Professor Hamilton Hartridge (1886–1976). Galambos und Griffin zeigten, dass den Fledermäusen bei blockierten Ohren oder Mündern das nicht gelang. Dabei benutzten sie akustische Messgeräte, die George W. Pierce entwickelt hatte, und Galambos benutzte zur Untersuchung des Frequenzspektrums der Hörempfindlichkeit von Fledermäusen Methoden seines Doktorvaters in Harvard Hallowell Davis (1896–1992).
Am Walter Reed Army Institute of Research begann er sich 1960 für die Rolle der Gliazellen im Gehirn zu interessieren und formulierte die damals auf heftigen Widerstand stoßende These, dass diese eine genauso wichtige Funktion in der Signalverarbeitung im Gehirn hatten wie die Nervenzellen selbst und nicht nur zu deren Versorgung dienten.
Er verfolgte die Reaktion von Nervenzellen auf Hörreize und wandte das später auf die Entwicklung von Hörtests bei Kindern an. Später wandte er sich der Verarbeitung von Sehreizen im Gehirn zu und fand, dass sie vom Auge in diskreten Paketen statt kontinuierlich gesendet werden.
Er war Mitglied der National Academy of Sciences (1960) und der American Academy of Arts and Sciences (1958). 1971 wurde er Ehrendoktor in Göteborg.
Er war dreimal verheiratet und hatte drei Kinder aus erster Ehe.